# Мирослав Постолан
Мирослав (Мирон) Данилович Постолан (14 жовтня 1949 м. Чірк, Уельс, Велика Британія) — співак і бандурист українського зарубіжжя, громадський та культурний діяч.
Народився в м. Чирк (Уельс) у сім'ї вихідців з Галичини.
З професійним виконанням українських пісень у супроводі бандури познайомився у 1958 році із записів капели бандуристів імені Т. Шевченка (Детройт), яка на той гастролювала Західною Європою. Як член Пласту співає у хорі, грає на музичних інструментах. Познайомився з бандуристом Ярославом Бабуняком, який керував українськими хорами — чоловічим «Гомін» та мішаним «Трембіта». Він став консультувати Постолана в питаннях навчання гри на бандурі та підборі репертуару. Згодом вони разом працювали у хорових колективах діаспори, разом виступали на концертах.
У 1969—1970 роках проживав у Римі, де навчався на священика старший брат Михайло, там і вивчав українську мову. У цей час і придбав бандуру роботи В. Гляда. Тривалий час листувався з бандуристом Віктором Мішаловим (на той час проживав в Австралії), який викладав Постолану мистецтво гри на бандурі у формі методичних листів і звукозаписів.
У 1970-их роках розпочинає свою виконавську діяльність. Бере участь у хорових і танцювальних колективах діаспори. Виступає як соліст-бандурист в українських клубах Великої Британії, на заходах українських емігрантів. Разом з братом Михайлом, якого він навчив гри на бандурі, виступають дуетом бандуристів.
Крім виконавської діяльності він організовує творчі колективи. Створений у 1974 році ансамбль «Даніель», названий на честь батька Данила, отримав Гран-прі на музичному проекті в м. Аймбридж (Велика Британія). Ансамбль складався з двох бандуристів (Мирослав та Мирон) та два гітаристи. Хоч він проіснував недовго, але зробив вагомий внесок у культурне життя Великої Британії.
У 1980-их роках М. Постолан організовує у Великій Британії українське товариство «Бандура». Діяльність цього товариства мала на меті навчити гри на бандурі Основною метою об'єднання «Бандури» було навчання гри на бандурі всіх зацікавлених, незалежно від національності або етнічної групи. Для цього організовувалися семінари, літні відпочинкові табори, туристичні виїзди в інші держави для отримання теоретичних і практичних навичок.
У 1984 році створив фольклорно-інструментальний ансамбль «Село» в місті Ноттінгемі, а згодом і «Мале село», учасниками якого стали діти. Одночасно він бере участь у складі хорових і танцювальних колективів діаспори «Гомін», «Дніпро», «Говерла».
У серпні 1992 року в Україні виступали колективи з Великої Британії, учасником яких був М. Постолан (хор «Дніпро», ансамбль «Село») та «Мале село».
У 2003 році М. Постолан перебрався до с. Жуків, що на Тернопільщині. Проживав у в будинку своєї матері з дружиною Оксаною та сином Іваном і дочкою Марічкою. Викладав у місцевій музичній школі грі на харківській, діатонічній бандурі. Створив єдиний на Тернопільщині музей кобзарського мистецтва. Після його від'їзду музей не зберігся, фонди частково експонує Марія Євгеньєва — керівник Спілки кобзарів Тернопільщини.
Навесні 2008 року М. Постолан повернувся до Великої Британії, у м. Дербі.